# 黑龙江省经济

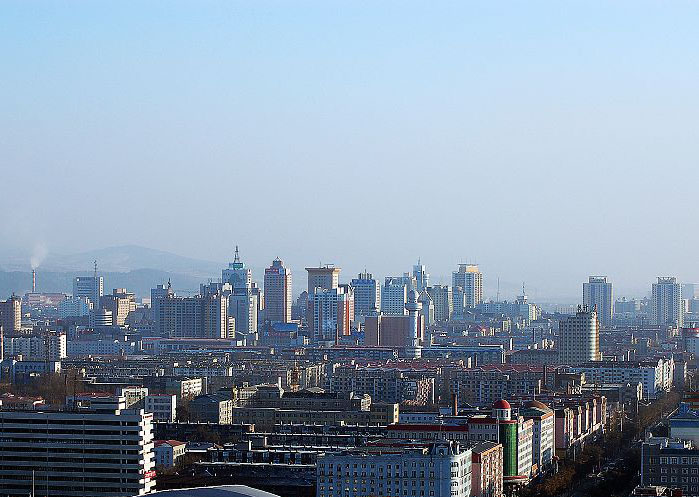
牡丹江市

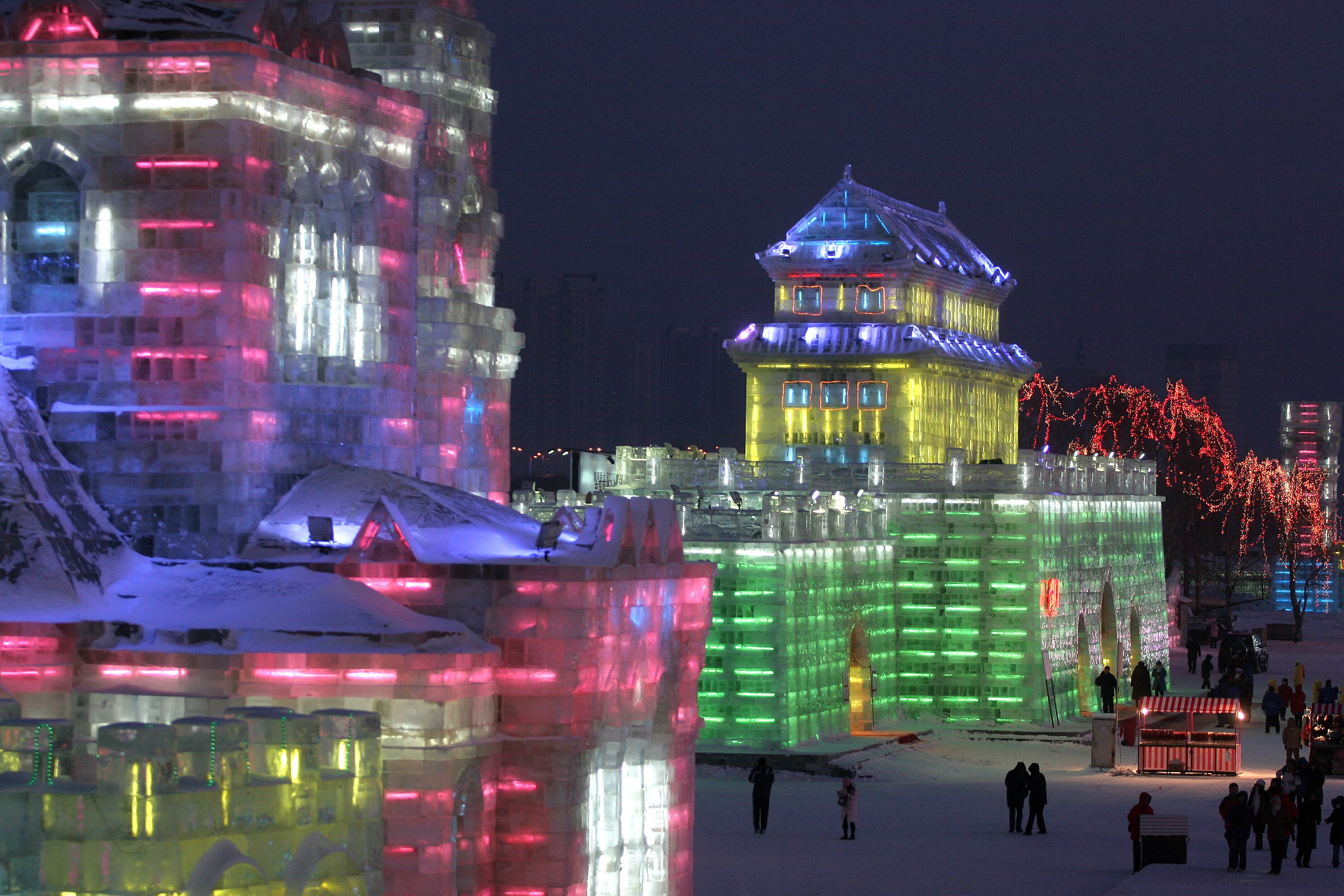
哈爾濱冰雕節

黑龙江省经济以重工业为主，是中国重要的木材、煤炭、石油、机械和食品工业基地，是大庆油田所在地，从1990年代执行禁止采伐原始森林，木材等林业生产急剧萎缩，改为封山育林。2016年GDP總量1.5萬億人民幣。

## 各类产业

### 农业
土地肥沃，地广人稀，黑龙江省是中国的粮食产区，玉米、高粱、黄豆为主，现在地力下降，正逐向畜牧业转化。黑龙江省是中国最大的马铃薯种植基地。 沿河平原出产东北稻米。东北平原农业机械化，甜菜、亚麻产量居中国各省首位。
黑龙江中国淡水鱼资源首位。大马哈鱼。畜牧乳制品业发达。

### 商业
开放边境口岸对外贸易，绥芬河为中国对俄罗斯贸易口岸，贸易额超過人民幣千万/日。

## 重點企业
| 中国第一重型机械集团                 | 黑龙江北大仓集团     | 齐重数控装备         |
| 中國通用技術齐齐哈尔二机床集团       | 哈尔滨电气集团       | 黑龙江北大荒农垦集团 |
| 中国兵器工业集团齐齐哈尔北方机器     | 哈药集团             | 东方集团             |
| 中国兵器工业集团齐齐哈尔建华机械     | 龙煤控股集团         | 北满特殊钢           |
| 中国北车集团齐齐哈尔铁路车辆（集团） | 中国石油大庆油田公司 |                      |